# Театър „Корш“
Театър „Корш“ (на руски: Театр Корша), известен още като Руски драматичен театър, е бивш московски театър, съществувал от 1882 до 1933 г. На сегашното му място се помещава Театърът на нациите.

## История
Театър „Корш“, кръстен на своя основател Фьодор Адамович Корш, е основан през 1882 г. Фьодор Корш, адвокат със страст към театъра, е назначен да поеме стария театър „Пушкин“, който е фалирал. В крайна сметка Корш основава нов театър на свое име с актьорите М. И. Писарев и В. Н. Андреев-Бурлак и става негов едноличен собственик през 1883 г.
Първоначално театърът се е помещавал в сграда на улица „Камергерски“ (сега Московски художествен театър). През 1885 г. театър „Корш“ се премества в неоруска сграда, проектирана от архитект Михаил Николаевич Чичагов, върху парцел, принадлежащ на богатия търговец Бахрушин на улица „Богословски“ (сега улица „Петровски“). А. А. Бахрушин финансира строителството на театъра с 50 000 рубли.
Театър „Корш“ отваря врати за публиката на 30 август 1885 г. с постановка на откъси от „Нещастието да бъдеш остроумен“ от Александър Грибоедов, „Ревизорът“ от Николай Гогол и „Доходоносна позиция“ на Николай Островски. На следващата година се състои цялостно представление на „Нещастието да бъдеш остроумен“.
Театър „Корш“ се е отличавал за времето си с най-съвременната си инфраструктура и оборудване, както и с използването на електричество. Ето какво казва за него водещата му актриса Александра Яковлевна Глама-Мещерская:
| „ | Това беше изключително за времето си, защото дори в Малкия и Болшой театър все още използваха газ, въпреки че е вярно, че новото осветление далеч не беше съвършено: лампите светеха с жълтеникав оттенък и бяха ненадеждни за използване. Въпреки това тази нова техника направи огромно впечатление. | “ |